# 美国财政部
美国财政部（英語：United States Department of the Treasury）是美国一个内阁部门。它由美国国会于1789年建立，管理美国政府的收入及美國的金融、貨幣、經濟、貿易和稅收（財政政策是這些政策的總和）。

## 历史
1775年，美国司库办公室由大陆会议创建，是美国财政部的前身。
1789年9月2日，美国财政部正式创立。亚历山大·汉密尔顿成为第一任财政部部长。

## 职责
美国财政部职能包括：
- 管理联邦财政
- 收集所有根据美国法律规定的税务
- 生产邮票、货币
- 管理美国政府账户和美国国债
- 监督国家银行以及储蓄机构
- 对美国金融、货币、商业、經濟、税收以及财政政策提供建议。
- 执行美国联邦金融活动以及税收法律
- 调查并检举逃税者、造假币者、走私者以及非法持枪者。

## 机构设置
美国财政部设美国财政部长（Secretary，行政等级第一级）、（Deputy Secretary，行政等级第二级）、财政部司库各一人。以及副部长（Under Secretary，行政等级第三级）三名、助理部长（Assistant Secretary，行政等级第四级）八名。
各局、机构、大学、图书馆
- 债务征收局
  - 债务征收银行
  - 债权银行
- 公共收债机构
- 财政部警察
- 国立财政大学
- 国立财政图书馆

各办公室和机构
- 安全办公室
- 应急管理办公室
- 国际事务办公室
- 经济政策办公室
- 财政统计办公室
- 财政部总监察长办公室
- 儲蓄機構管理局
- 资产救济项目（英语：Troubled Asset Relief Program）（TARP）办公室
  - 资产救济项目特任监察长
  - 资产救济项目特任主计长
- 保险条例办公室
- 金融研究办公室（英语：Office of Financial Research）
  - 金融稳定监督委员会（英语：Financial Stability Oversight Council）
- 空运稳定委员会（英语：Air Transportation Stabilization Board）

向副部长汇报的机构
- 美國國家稅務局
  - 美国国税局刑事调查处（英语：IRS Criminal Investigation Division）
  - 精算师联合入学委员会
  - 纳税人倡导小组
- 社区发展金融机构基金（英语：Community Development Financial Institutions Fund）
- 稅務局國庫總督察官（英语：Treasury Inspector General for Tax Administration）
- 酒類與菸草稅務貿易局（英语：Alcohol and Tobacco Tax and Trade Bureau）
- 税收政策办公室（英语：Office of Tax Policy）
- 货币监理官办公室

負責國際事務的副部长
- 負責國際市場及發展的助理部长
- 負責國際事務的助理部长
- 东亚办公室
- 南亚东南亚办公室
- 欧洲亚欧办公室
- 西半球办公室
- 国际货币政策办公室
- 银行和证券办公室
- 国际债务政策办公室
- 发展政策办公室
- 融资业务办公室
- 非洲办公室
- 中东北非办公室
- 国际贸易办公室
- 国际投资办公室
- 贸易融资办公室
- 技术援助办公室
- 风险分析与研究办公室
- 匯率穩定基金

負責國內金融的次長
- 先进防伪项目
- 金融制度办公室（英语：Office of Financial Institutions）
- 金融市場办公室（英语：Office of Financial Markets (U.S.)）
- 財政服務辦公室（英语：Office of Fiscal Service）
- 财政服务局（英语：Bureau of the Fiscal Service）
  - 公共債務局（英语：Bureau of the Public Debt）
  - 金融管理局（英语：Financial Management Service）
- 金融穩定辦公室（英语：Office of Financial Stability）
- 聯邦融資銀行（英语：Federal Financing Bank）

負責恐怖主義和金融情報的次長
- 恐怖主义和金融情报办公室
- 恐怖分子资助和金融犯罪办公室
- 情報和分析辦公室（英语：Office of Intelligence and Analysis (Treasury Department)）
- 金融犯罪执法局
- 外國資產管制辦公室
- 资产没收国库执行办公室

美国财政部司库
- 美国铸印局
  - 铸印局警察
- 美国铸币局
  - 铸币局警察